# Le Sappey
Le Sappey är en kommun i departementet Haute-Savoie i regionen Auvergne-Rhône-Alpes i sydöstra Frankrike. Kommunen ligger i kantonen Cruseilles som tillhör arrondissementet Saint-Julien-en-Genevois. År 2022 hade Le Sappey 463 invånare.

## Befolkningsutveckling
Antalet invånare i kommunen Le Sappey
| Referens: INSEE |